# 子尾
子尾（？—？），姜姓，高氏，名虿，字子尾，又称公孙虿，齊惠公之孫、公子祁（字子高）之子。以父親字為氏，所以為高氏（齊惠公之後代）始祖，又為子尾氏的始祖。中國春秋時期齊國的大夫。

## 生平
前545年，鮑國、子尾、子雅、田須無等攻滅慶氏，慶封出奔魯國。由此高、欒二氏興起，得到齊景公寵信。
前544年，因為高止自恃高氏勢大，喜好領功，為人專橫，不為大夫們難以接受他。子尾遂與堂兄弟子雅聯手放逐高止，高止出奔北燕。因為子尾害怕大夫閭丘嬰成為禍害，遂使計害死閭丘嬰，趕走閭丘嬰黨羽，逐走群公子。
前540年，韓起到訪齊國，子尾召來兒子欒施拜見韓起，韓起說欒施並不像一個臣子，不能保住家族。高蠆也讓兒子高彊拜見韓起，韓起也說出對欒施一樣的評語。眾大夫都取笑韓起，只有晏嬰認為韓起是一個君子，君子心誠，他的判斷是有根據的。後來，高、欒二氏果然如韓起所言在欒施與高彊主理下被逐出齊國。
前539年五月，子尾讓自己的女兒取代景公的女兒出嫁晉平公為夫人，韓起知道後仍同意這門婚事，認為拒絕子尾就是拒絕齊國寵臣，那便遺背了晉齊联姻是為了加強兩國關係的目的。
子雅與子尾身為公族大夫，他們的影響力在齊國非常大，當子雅在539年十月逝世後，晏嬰曾斷言子旗死了、姜氏衰弱。媯姓將興，二惠競爽（二氏皆齊惠公之後代）的局面猶可，現子雅已去，姜氏面臨滅亡的危機 。由此可見，高、欒二家公族影響力極大，能支撐姜氏的國君。
前534年七月，子尾去世，子雅之子欒施希望管理高氏家產，遂殺其家宰梁嬰，趕走大夫子成，子工，子車，三人逃至魯國。欒施後為高彊立了家宰。

## 子女
- 儿子：高彊
- 女儿：晉平公夫人（公孫蠆為少姜之有寵也，以其子更公女，而嫁公子）